# Château de La Mailleraye-sur-Seine
Le château de La Mailleraye-sur-Seine est une demeure du XVIe siècle qui se dresse sur le territoire de la commune française d'Arelaune-en-Seine, dans le département de la Seine-Maritime, en région Normandie.
La chapelle du château est inscrite au titre des monuments historiques.

## Localisation
L'édifice est situé quai de Seine.

## Historique
La chapelle est datée de 1569 et consacrée en 1585.

## Description
L'édifice est en pierre et ardoise.
La chapelle contient des vitraux du XIVe siècle originaires de l'abbaye de Jumièges et les inscriptions des sépultures des seigneurs.

## Protection
La chapelle est inscrite par arrêté du 20 février 1947.